# Moosajee Bhamjee
Moosajee Bhamjee (* 4. Dezember 1947 in Pietermaritzburg, Provinz Natal, Südafrika) ist ein früherer irischer Politiker der Irish Labour Party. Von 1992 bis 1997 war er Teachta Dála (Abgeordneter) im Dáil Éireann.

## Leben
Bhamjees Familie kommt ursprünglich aus Indien. 1906 übersiedelten seine Vorfahren nach Südafrika. Nach dem Tod seines Vaters im Jahre 1964 sollte Bhamjee ein Studium antreten. Bhamjee entschied sich 1965 Medizin in Dublin am Royal College of Surgeons in Ireland. Nach seinem Abschluss arbeitete er als Allgemeinmediziner in Südafrika. Doch schon 1975 kehrte er nach Irland zurück und heiratete seine irische Frau Claire Kenny. Bhamjee zog nach Galway und später nach Cork. Dort ließ er sich als Psychiater ausbilden. 1984 wurde er im Krankenhaus von Ennis angestellt. 1991 trat er in  die Labour Party ein und konnte schon bei den Wahlen zum Dáil Éireann 1992 einen Sitz im Wahlkreis Clare erringen. Er war der erste muslimische Abgeordnete im Dáil Éireann. Neben seiner Zeit als Abgeordneter arbeitete er weiterhin als Psychiater. Zu den Wahlen 1997 trat er nicht mehr an und beschränkte sich auf seine medizinische Tätigkeit. 
Bhamjee und seine Frau haben drei Kinder.